# Луковый путь
Луковый путь (эст. Sibulatee), также «Луковая дорога» — исторический регион и современный туристический маршрут в Причудье. Луковый путь пролегает вдоль берега Чудского озера; в данном регионе, населенном эстонцами и русскими, традиционно выращивают местный чудской лук.
Туристический маршрут отчасти совпадает с историческим «луковым путем» — дорогой, вдоль которой староверы веками выращивали лук. Здесь организуются буфеты, различные ремесленные мастерские и мастер-классы по приготовлению блюд из местных продуктов. В 2019 году впервые проводился конкурс на лучшего пирожника по пирожкам с луком. Туристам рекомендуют ознакомиться с тремя культурами:
- Культура русских старообрядцев
- Культура прибалтийских немцев
- Эстонская крестьянская культура[4]